# 情定扬州
《情定扬州》，是ChillGun Music旗下艺人Vyan、汽水先生及广州喜剧说唱人物李文轩（Hin Leeh）推出的普通话单曲，于2017年8月17日发布，曲长约3分钟。

## 创作背景
据新浪娱乐和《扬州晚报》报道，2017年3月，三人因工作来到扬州，闲暇时在瘦西湖旅行，偶遇一位扬州女孩，当三人的导游。三人都爱上了扬州女孩，回到广州后，创作了《情定扬州》。
2017年上半年，创作者中的Vyan发布首张个人专辑《螳臂当车》。活跃于地下说唱界的李文轩今次也放弃一直以来使用的粤语，改用普通话演唱。汽水先生的标志则主要是声线和和声部分。

## 流传与被禁
该歌曲发布后，获《扬州晚报》大力推荐，该报在2017年8月18日A6版上半面报道了这首歌的相关内容。据《星岛日报》报道，该歌歌词中涉及“一副大眼镜”、“扬州口音”、“当过三个课代表”、“1997背着乌克丽丽去了夏威夷”等内容，且发布日期恰逢江泽民的91岁生日，引起了网友的注意。有网友认为该歌曲可能影射江泽民，创作者通过这首歌膜蛤的意图十分明显。网友们在微博等社交媒体纷纷转发《扬州晚报》该版面的照片和该歌曲的链接。
当天，扬州报业集团发文件给各主要网站，要求删除各网站转载《扬州晚报》关于该歌曲的报道，称其“主题不太严肃”。当晚，新浪等网站将报道内容全部删除，QQ音乐、虾米音乐等音乐平台也下架了这首歌。

## 评价
据《扬州晚报》报道，网友对这首歌充满期待，不少网友听了这首歌之后，在歌手的微博下点赞。有网友表示，这首歌歌词有趣，也很好听。